# Baron Corbin
Thomas Pestock (sinh ngày 13 tháng 9 năm 1984) là một đô vật chuyên nghiệp người Mỹ, cựu vận động viên Quyền anh và bóng bầu dục Mỹ, hiện đang ký hợp đồng với WWE, nơi anh biểu diễn trên thương hiệu SmackDown với tên Baron Corbin.
Pestock là cực cầu thủ bóng bầu dục Mỹ, chơi ở vị trí tiền vệ cho đội Indianapolis Colts và Arizona Cardinals thuộc National Football League (NFL), đồng thời ba lần vô địch Golden Gloves và cựu vô địch vật lộn. Pestock ký hợp đồng với WWE vào năm 2012, thi đấu tại thương hiệu đang phát triển của họ, NXT với tên là Baron Corbin. Anh ra mắt dàn sao chính tại WrestleMania 32, giành chiến thắng trận André the Giant Memorial Battle Royal. Anh tiếp tục thắng trận Money in the Bank nam 2017 và một lần giành đai WWE United States Championship. Năm 2018, anh được bổ nhiệm làm Tổng giám đốc Raw, bắt đầu mối thù với Kurt Angle, đỉnh điểm là tại WrestleMania 35, khi anh đánh bại Angle trong trận đấu cuối cùng của đối thủ. Vài tháng sau, anh thắng giải đấu King of the Ring 2019 và đổi tên thành King Corbin, sử dụng tên này đến tháng 6 năm 2021.

## Sự nghiệp đấu vật chuyên nghiệp

### WWE (2012 — nay)

#### NXT (2012 — 2016)

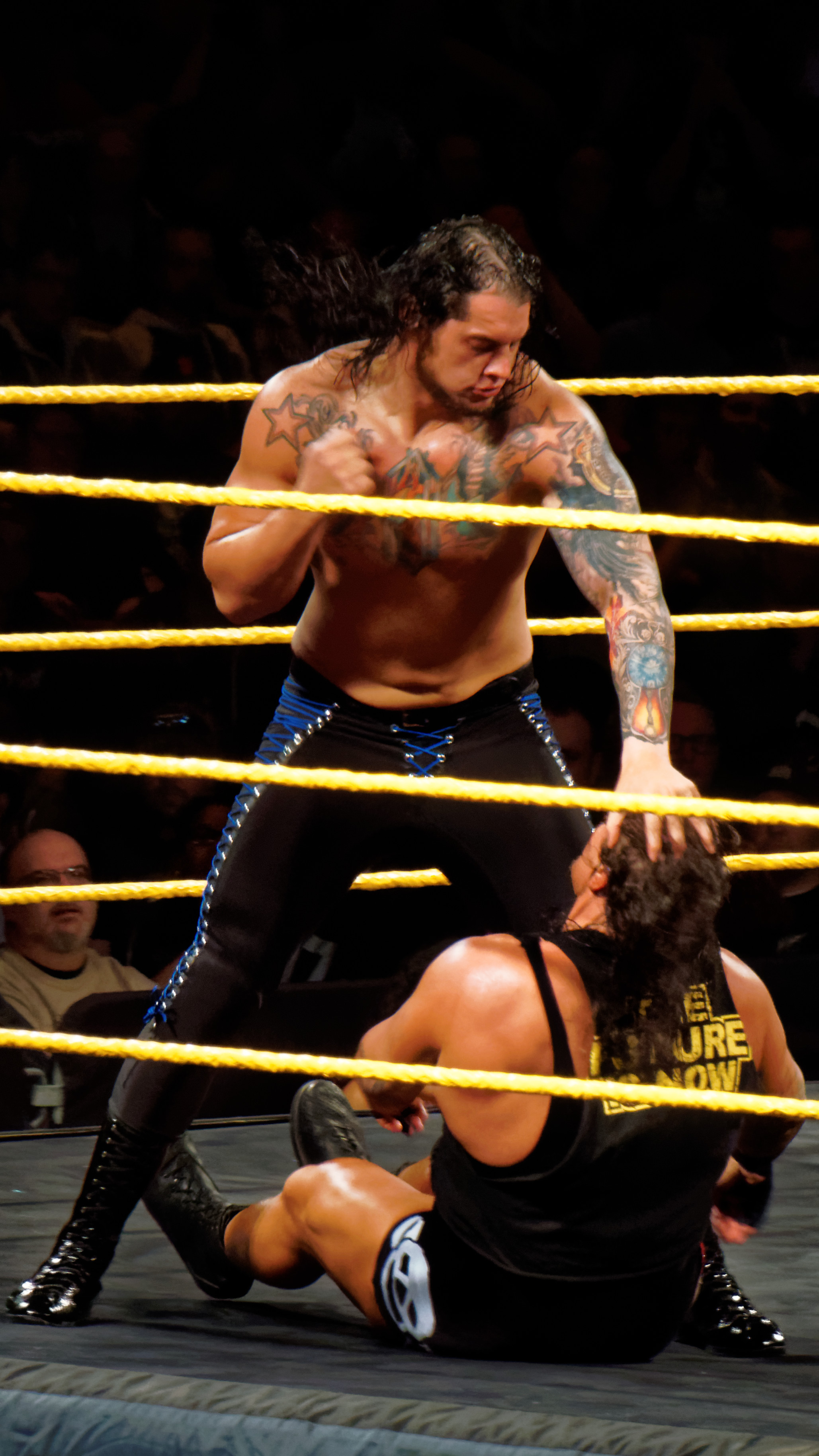
Corbin đấu với Rhyno tháng 3 năm 2015.

Pestock ký hợp đồng với thương hiệu đang phát triển của WWE NXT vào tháng 8 năm 2012. Anh ra mắt tại một house show ngày 18 tháng 10 với tên Baron Corbin, thua Dante Dash. Anh tiếp tục đấu tại một số sự kiện NXT, chủ yếu thua.
Tại NXT TakeOver: Fatal 4-Way ngày 11 tháng 9 năm 2014, Corbin tái xuất với một ngoại hình và nhân vật mới, đánh bại CJ Parker. Corbin sau đó có một chuỗi bất bại trong các trận đấu đơn của anh, cho đến khi vượt qua Bull Dempsey — người cũng đang có chuỗi bất bại tương tự, bắt đầu mối thù giữa hai người. Trong NXT ngày 14 tháng 1 năm 2015, Corbin thắng trận đấu one-on-one giữa họ, qua đó chấm dứt chuỗi bất bại của Dempsey. Corbin tiếp tục đánh bại Dempsey ở vòng đầu giải đấu để tìm ra ứng cử viên số một cho đai NXT Championship, nhưng bị loại bởi Adrian Neville trong trận bán kết, qua đó chấm dứt chuỗi bất bại của anh. Tại NXT TakeOver: Rival ngày 11 tháng 12, Corbin đánh bại Dempsey trong trận đấu không luật phạm quy để chấm dứt mối thù giữa họ.
Trong những tuần tới, Corbin trở thành hell và bắt đầu thù Rhyno, đánh bại anh ta tại NXT TakeOver: Unstoppable. Corbin sau đó hợp tác với đối thủ cũ Rhyno để tham gia giải đấu Dusty Rhodes Tag Team Classic. Họ đánh bại The Ascension trong vòng một trong NXT ngày 2 tháng 9, rồi đánh bại Johnny Gargano và Tommaso Ciampa tại vòng hai. Tại NXT TakeOver: Respect ngày 7 tháng 10, Corbin và Rhyno đánh bại Chad Gable và Jason Jordan để vào vòng chung kết giải đấu, nhưng thua trước Finn Bálor và Samoa Joe. Corbin cũng tham gia trận royal nhằm tìm ra ứng cử viên số một tranh đai NXT, nhưng bị loại bởi Apollo Crews — người Corbin đã tấn công trong trận tranh đai khiến anh ta mất đai, do đó bắt đầu mối thù giữa hai người. Đỉnh điểm là tại NXT TakeOver: London ngày 16 tháng 12, nơi Corbin đánh bại Crews.
Vào tháng 1 năm 2016, Corbin tham gia trận Triple Threat giữa Sami Zayn và Samoa Joe, để tìm ra ứng cử viên số một tranh đai NXT với Finn Bálor, nhưng Cobrin đã thua khi Zayn và Joe đều khiến anh thua bằng submission. Tổng giám đốc NXT William Regan không cho anh cơ hội khác, dẫn đến việc anh nói rằng Regan sẽ phải "hối hận", đỉnh điểm là tại NXT ngày 2 tháng 3, khi Corbin tấn công Austin Aries từ phía sau, bắt đầu mối thù giữa hai người mà cao trào là tại NXT TakeOver: Dallas ngày 1 tháng 4, nơi Corbin thua Aries.

#### Ra mắt dàn sao chính (2016–2017)

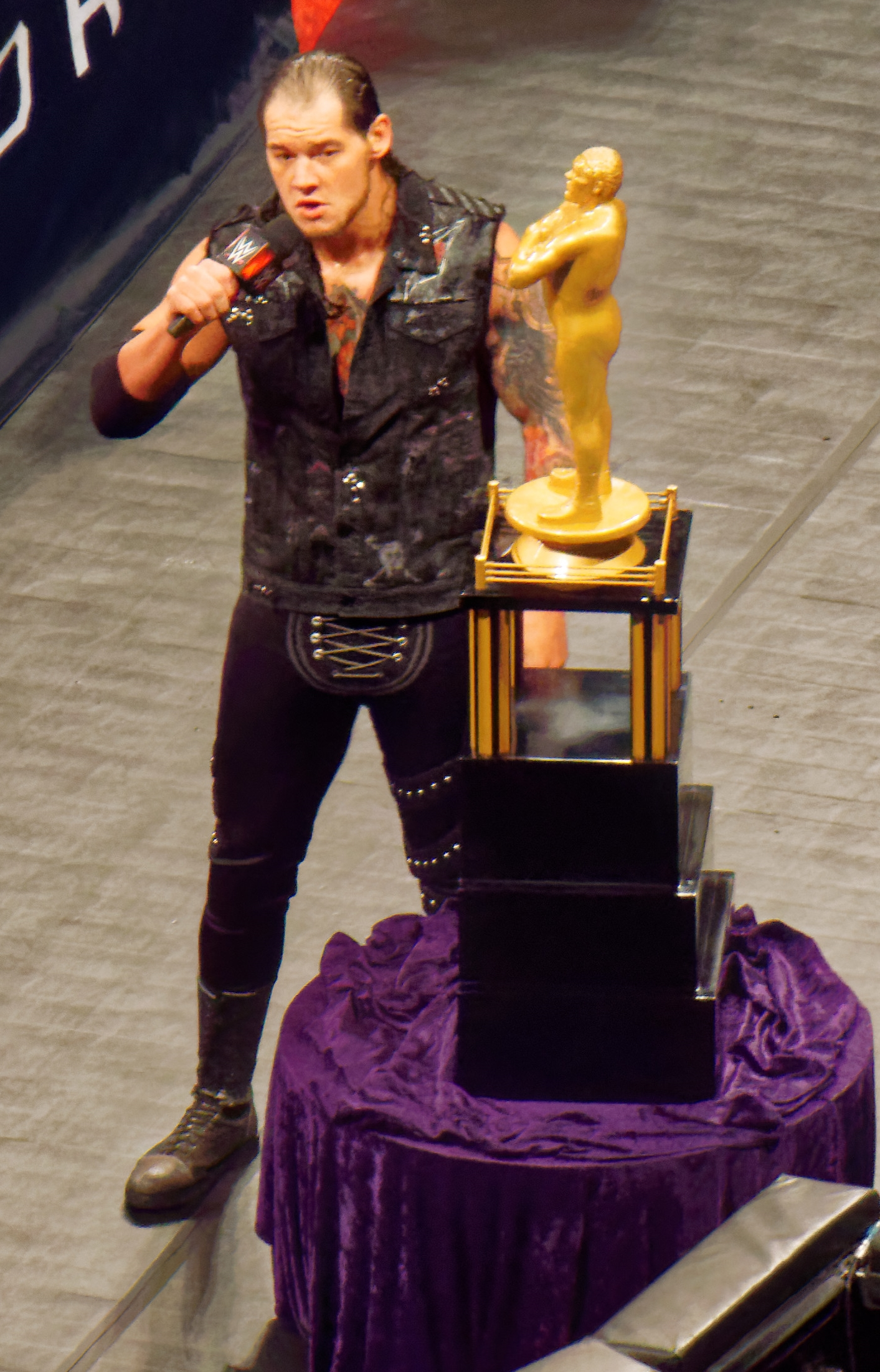
Corbin thắng André the Giant Memorial Battle Royal.

Corbin ra mắt dàn sao chính tại WrestleMania 32 ngày 3 tháng 4, thắng André the Giant Memorial Battle Royal bằng cách loại người trụ lại sau cuối Kane. Raw đêm hôm sau, Corbin tấn công Dolph Ziggler sau trận đấu giữa họ, bắt đầu mối thù giữa hai người. Cobrin thua Ziggler trong phần trước Kick-off Payback và bị anh ta loại trong trận royal trong Raw. Corbin đánh bại Ziggler tại Money in the Bank để chấm dứt mối thù hai người.

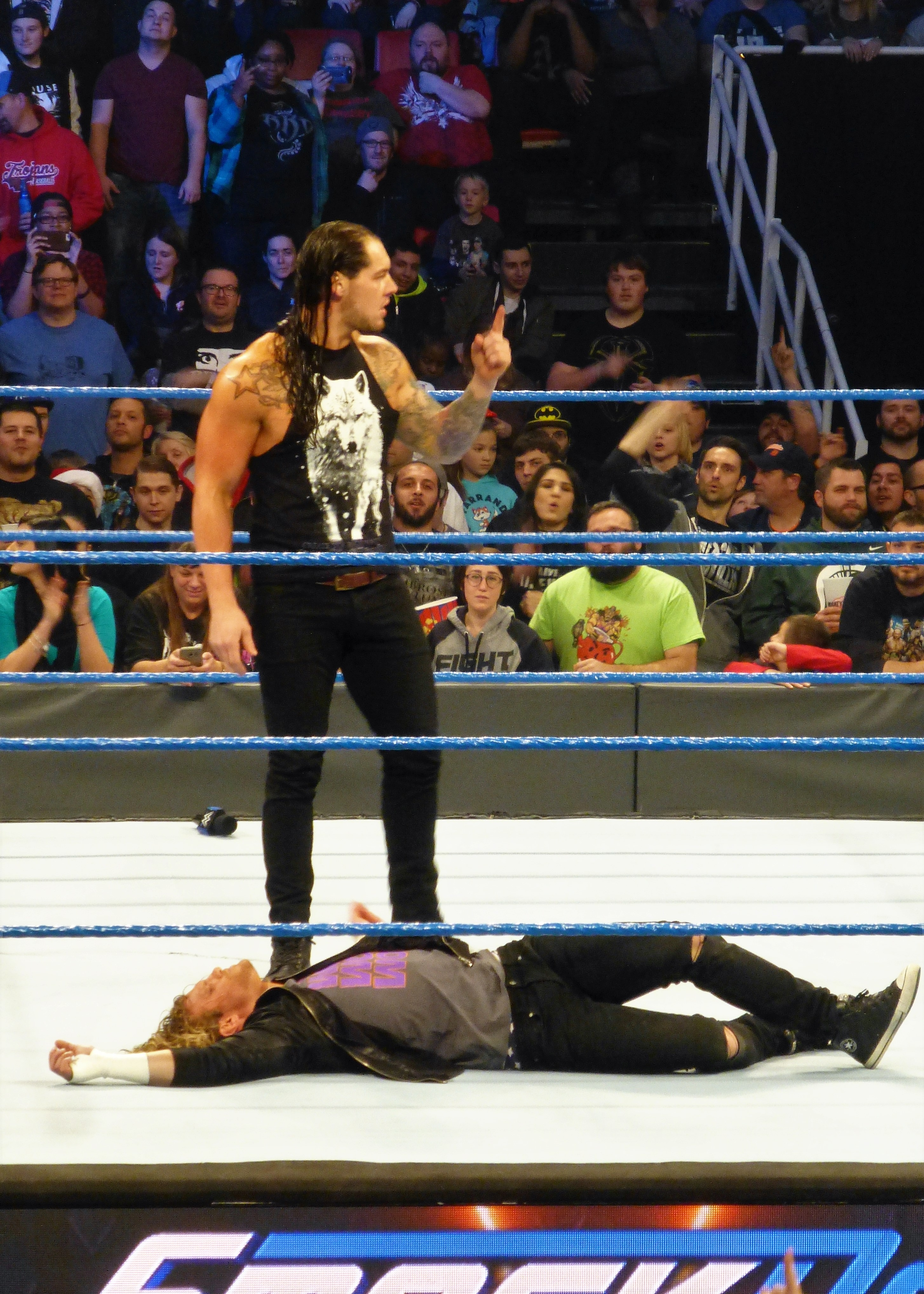
Corbin sau khi tấn công Dolph Ziggler tháng 12 năm 2016.

Tại WWE Draft 2016 vào ngày 19 tháng 7, Corbin được draft sang SmackDown. Sau khi Apollo Crews thắng trận đấu cho đai WWE Intercontinental Championship khi đánh bại Corbin và Kalisto trong trận Triple Threat, Corbin liên tục tấn công Kalisto (người bị đè đếm trong trận đấu), cuối cùng khiến anh ta bị thương hợp pháp. Corbin sau đó đánh bại Apollo Crews trong phần pre-shows tại Payback, đánh bại Jack Swagger hai lần tại No Mercy và trong SmackDown ngày 18 tháng 10. SmackDown ngày 8 tháng 11, Kalisto quay trở lại và tấn công Corbin, buộc Corbin không thể tham gia đội SmackDown tại Survivor Series. Corbin trả đũa khi khiến Kalisto không giành được đai NXT Cruiserweight Championship tại Survivor Series. Kalisto tấn công Corbin bằng ghế trong SmackDownngày 22 tháng 11, dẫn đến trận đấu ghế giữa hai người tại TLC vào ngày 4 tháng 12, mà Corbin thắng.
Trong SmackDownngày 20 tháng 12, Corbin đối đầu Dolph Ziggler — người vừa có trận tranh đai WWE Championship với AJ Styles. Một trận đấu giữa hai người, nếu Corbin thắng, anh sẽ được thêm vào trận tranh đai, kết thúc bằng countout, do đó Corbin thắng. Vào SmackDownngày 27 tháng 12, Styles thắng khi đè đếm Ziggler. Tại Royal Rumble ngày 29 tháng 1 năm 2017, Corbin tham gia trận đấu cùng tên ở vị trí 13, đáng chú ý là loại đối thủ Braun Strowman, trụ lại 32 phút trước khi bị loại bởi The Undertaker. Tại Elimination Chamber, Corbin tham gia trận đấu cùng tên tranh đai WWE Championship, nhưng bị loại bởi nhà vô địch WWE Intercontinental Championship Dean Ambrose. Ngay sau khi bị Ambrose loại, Corbin tấn công Ambrose khiến anh ta cũng bị loại. Corbin tiếp tục tấn công Ambrose bằng một ống kim loại và xe nâng trong SmackDown ngày 7 tháng 3. Ambrose trả thù khi đánh lạc hướng Corbin trong trận đấu với Randy Orton. Anh cũng không thách đấu tranh đai Intercontinental Championship với Ambrose thành công trong phần pre-show tại Wrestlemania 33. SmackDown ngày 17 tháng 4, Corbin không giành được đai WWE United States Championship trong trận Triple Threat với AJ Styles và Sami Zayn. Sau trận đấu, anh tấn công Zayn và xô đẩy một quan chức WWE, dẫn đến việc Ủy viên SmackDown Shane McMahon đình chỉ và phạt tiền anh. Corbin thua Zayn tại Backlash.

#### Mr. Money in the Bank và nhà vô địch United States Championship (2017–2018)
Tại Money in the Bank, Corbin thắng trận đấu cùng tên, giúp anh có cơ hội tranh một chức vô địch thế giới. Corbin sau đó thù Shinsuke Nakamura — người bị anh tấn công trước trận Money in the Bank. Corbin thua Nakamura hai lần tại Battleground và trong SmackDown tuần tiếp theo. Trong SmackDown ngày 1 tháng 8, Corbin tấn công Nakamura, người trở thành ứng cử viên số một tranh đai WWE Championship, nhưng bị John Cena tấn công. SmackDown ngày 15 tháng 8, Corbin chen ngang vào trận đấu giữa Cena và nhà vô địch WWE Championship Jinder Mahal, đồng thời cash-in vali Money in the Bank của mình. Anh đã bị Mahal đè đếm sau khi bị Cena ngăn chặn, trở thành đô vật thứ ba không giành được đai trong một trận cash-in Money in the Bank. Corbin thua Cena tại SummerSlam.
SmackDown ngày 22 tháng 8, Corbin được Kevin Owens tiếp cận trò chuyện để nhờ giúp đỡ trong trận tranh đai United States với AJ Styles, với lời hứa trong tương lai nếu Owens giành đai, anh sẽ có trận tranh đai với anh ta. Corbin đã bỏ đi vào cuối trận đấu giữa Owens và Styles, và nhận sự chỉ trích nặng nề từ Shane McMahon. Tuần sau, cả Corbin và Tye Dillinger đều đáp lại thử thách mở tranh đai của Styles; Dillinger dù nhận lời nhanh hơn nhưng bị Corbin tấn công. Corbin đánh bại Dillinger vào tuần sau, và vào ngày 19 tháng 9 thách đấu tranh đai với Styles tại Hell in a Cell. Khi Corbin thua Dillinger vào tuần sau, Dillinger cũng được thêm vào trận đấu. Tại Hell in a Cell, Corbin đè đếm Dillinger để giành đai. Tại Clash of Champions, Corbin mất đai vào tay Dolph Ziggler trong trận Triple Threat cũng bao gồm Robert Roode, chấm dứt 70 ngày giữ đai của anh.
Tại Royal Rumble ngày 28 tháng 1 năm 2018, Corbin tham gia trận đấu cùng tên, xuất phát ở vị trí số 4, cho đến khi bị Finn Bálor loại. Trong SmackDown ngày 13 tháng 2, Corbin giành được một vị trí cho thử thách Six-Pack cho trận tranh đai WWE Championship bằng cách đánh bại Kevin Owens — người tấn công anh trước đó. Tại Fastlane, Styles thắng thử thách Six-Pack khi đánh bại Owens. Corbin tham gia trận André the Giant Memorial Battle Royal trong phần pre-show tại WrestleMania 34; anh lọt vào trận chung kết nhưng bị loại bởi Matt Hardy.

#### Kẻ quyền lực (2018–2019)
Tại Superstar Shake-up vào ngày 16 tháng 4, Corbin được draft sang Raw. Raw ngày 4 tháng 6, Corbin trở thành người đại diện cho Ủy viên Raw Stephanie McMahon với tư cách là Constable của Raw — một chức vụ cốt truyện không có quyền lực thực sự gì đối với việc quảng bá của công ty. Tuần sau, Corbin ra mắt một diện mạo mới, mặc vest và cạo trọc đầu. Corbin thù với Finn Bálor, vì thua anh ta hai lần tại Extreme Rules và tại SummerSlam. Trong Rawngày 20 tháng 8, Corbin được bổ nhiệm làm Quyền Tổng giám đốc Raw thay thế Kurt Angle.
Tại Crown Jewel ngày 2 tháng 11, Corbin khiến Braun Strowman không giành được đai WWE Universe Championship trong trận đấu với Brock Lesnar. Điều này dẫn đến mối thù giữa hai người. Tại TLC, Corbin đấu với Strowman trong trận đấu cùng tên; nếu Corbin thắng anh sẽ trở thành Tổng giám đốc Raw chính thức; còn nếu thua thì sẽ mất toàn bộ quyền hành. Strowman tranh thủ sự hỗ trợ của Apollo Crews, Bobby Roode, Chad Gable, Finn Bálor và cựu Tổng giám đốc Raw Kurt Angle, để đánh bại Corbin. Raw đêm tiếp theo, các nhân vật quyền lực gồm Vince McMahon, Shane McMahon, Stephanie McMahon và Triple H cho biết giờ họ sẽ điều hành cả Raw và SmackDown, đồng thời xoá bỏ chức vụ Tổng giám đốc. Corbin tranh luận với gia đình McMahon để có cơ hội trở thành Tổng giám đốc Raw. Và Triple H nói, nếu anh đánh bại Kurt Angle, anh sẽ được như ý. Tuy nhiên, Triple H đã thêm Apollo Crews, Chad Gable vào để biến thành trận four-on-one handicap, mà Corbin đã thua, do đó bị loại. Corbin tiếp tục thù Braun Strowman, bị anh ta loại trong trận Royal Rumble tại sự kiện cùng tên vào ngày 27 tháng 1 năm 2019. Tại Elimination Chamber, Corbin đánh bại Strowman trong trận không luật phạm quy, nhờ sự can thiệp từ Bobby Lashley và Drew McIntyre.

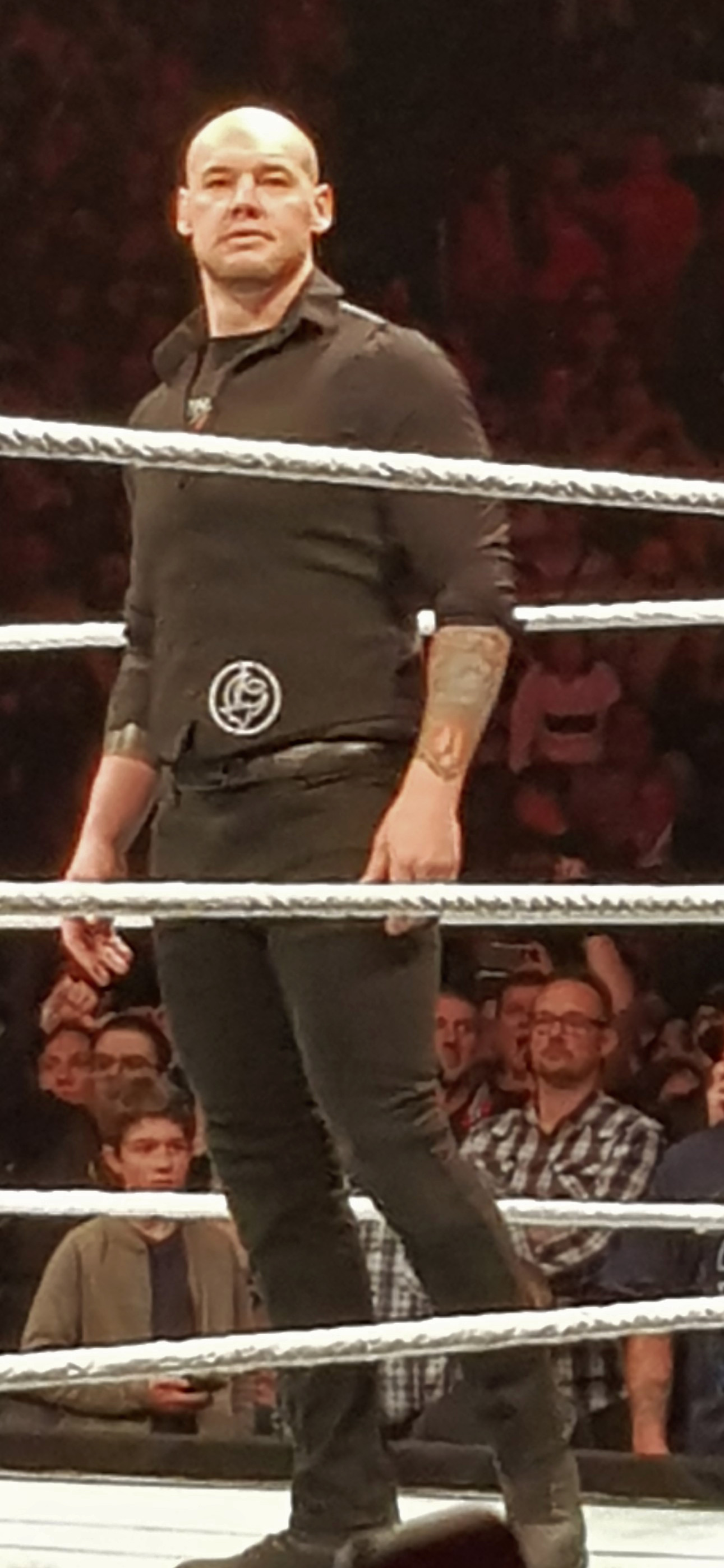
Corbin vào tháng 5 năm 2019.

Corbin sau đó thù với Kurt Angle. Anh được Angle chọn trong trận đấu chia tay của ông tại WrestleMania 35, vì đã gây ra nhiều rắc rối với Angle trong nhiệm kỳ của ông khi làm Tổng giám đốc Raw. Tại WrestleMania, Corbin đánh bại Angle. Tại Super Show-Down, Corbin bị Seth Rollins đánh bại, nhưng trong trận đấu Corbin đã tranh cãi với trọng tài John Cone, Rollins nhanh chóng cuộn anh lại để bảo toàn đai. Điều này dẫn đến trận tái đấu tại Stomping Grounds, khi Corbin chọn Lacey Evans làm trọng tài khách mời đặc biệt cho trận đấu, Evans vốn thuộc phe Corbin, nên đã thêm nhiều quy định có lợi cho anh trong suốt trận đấu. Tuy nhiên, Becky Lynch — bạn gái ngoài đời của Rollins, đang có mối thù với Evans — đã tấn công và đuổi Evans khỏi võ đài, Rollins sau đó đánh bại Corbin. Tại Extreme Rules, Corbin và Evans thua trước Rollins và Lynch, do đó chẳng những không giành được đai mà họ còn mất cơ hội tranh đai với bọn họ.

#### King Corbin (2019–2021)
Vào tháng 8, Corbin được công bố là 1 trong 16 đối thủ tham gia King of the Ring 2019. Corbin đánh bại The Miz ở vòng một, Cedric Alexander ở vòng tứ kết, Ricochet và Samoa Joe ở bán kết, và Chad Gable ở chung kết để thắng giải đấu, rồi đổi tên võ đài của mình thành King Corbin.
Tại WWE Draft 2019, anh được draft sang SmackDown. Tại Crown Jewel, Corbin là thành viên Team Flair, nhưng thua Team Hogan. Corbin sau đó thù Roman Reigns, được sự hỗ trở bởi đồng minh của mình là Dolph Ziggler và Robert Roode. Tại Survivor Series, Corbin là thành viên Team SmackDown, nhưng khiến đồng đội của anh là Mustafa Ali bị loại, dẫn đến việc Reigns tung Spears với Corbin khiến anh bị loại; trong khi Reigns tiếp tục thi đấu để giành chiến thắng. Tại Super ShowDown vào tháng 2 năm 2020, Corbin thua Reigns trong trận lồng thép, qua đó kết thúc mối thù.
Tại Đêm 1 WrestleMania 36, Corbin thua Elias. Anh đánh bại Drew Gulak trong SmackDown ngày 24 tháng 4 với sự giúp đỡ từ Shinsuke Nakamura và Cesaro để tham gia trận thang thép Money in the Bank. Tại Money in the Bank, Corbin không giành được vali do khi tranh giành với AJ Styles, cả hai làm rơi chiếc cặp vào Otis. Từ tháng 11 năm 2020 đến tháng 2 năm 2021, anh thù với Rey Mysterio và Dominik Mysterio. Anh cũng hợp tác với Wesley Blake và Steve Cutler, cho đến khi Blake và Cutler rời WWE.
SmackDown ngày 18 tháng 6, Corbin thua Shinsuke Nakamura trong "Trận đấu vương quyền", do đó để mất vương miện vào tay Nakamura và kết thúc thời kỳ quyền lực của anh theo cốt truyện. Tuần sau trong SmackDown, tên võ đài của anh đổi lại thành Baron Corbin.

#### Happy Corbin (2021–nay)
Trong SmackDown ngày 16 tháng 7, Corbin ăn mặc nhếch nhác, để bộ râu xồm xoàm, và không cạo trọc đầu, vẻ mặt trông thất thần. Anh nói rằng sau khi mất vương miện, anh còn mất xe của vợ, các khoản đầu tư, tiền tiết kiệm của mình, và không còn đủ tiền để thuê nhà. Corbin sau đó khởi động chiến dịch CorbinFundMe, cầu xin người hâm mộ cũng như các đô vật quyên góp tiền để giúp anh vượt qua giai đoạn này. Trong SmackDown ngày 13 tháng 8, Corbin ăn cắp vali Money in the Bank từ Big E và nhanh chóng trốn khỏi đấu trường. Tại SummerSlam, Big E đánh bại Corbin và giành lại vali chứa bản hợp đồng cho phép tranh đai.
Trong SmackDown ngày 27 tháng 8, sau khi cố gắng xoay chuyển tình thế khi tham gia đánh cờ bạc tại Las Vegas, anh lái chiếc Bentley đến đấu trường, nói rằng mình là một "kẻ giàu khó ưa" ("filthy rich") và yêu cầu mọi người gọi mình bằng tên  "Happy Corbin". Trong SmackDown ngày 24 tháng 9, Corbin ra mắt talk show mới "Happy Talk" và tìm được đồng minh mới của mình là Madcap Moss khi cả hai hợp lực cùng tấn công Kevin Owens.

## Cuộc sống cá nhân
Pestock kết hôn với Rochelle Roman năm 2017. Họ cư trú tại Tampa, Florida, và có một cô con gái.
Để tưởng nhớ ba mình — người qua đời năm 2008 vì bệnh Creutzfeldt – Jakob, Pestock khắc chiếc nhẫn của cha lên vòng cổ. Anh có nhiều hình xăm trên người, bao gồm chân dung cha và ông nội anh trên chân, cũng như những người bạn của anh Ryan Dunn và Zachary Hartwell — các thành viên phi hành đoàn Jackass đã chết trong vụ tai nạn xe hơi vào tháng 6 năm 2011.
Pestock là fan của Kansas City Chiefs. Anh cho rằng Bill DeMott, Corey Graves, Billy Gunn, Kane và Dusty Rhodes giúp anh phát triển nhân vật trong đấu vật của mình. Anh là bạn thân của các đô vật Tyler Breeze và Shawn Spears. Sau khi cạo trọc đầu vào tháng 6 năm 2018, anh đã quyên góp mái tóc đuôi ngựa của mình cho quỹ từ thiện.

## Chức vô địch và danh hiệu
- Pro Wrestling Illustrated

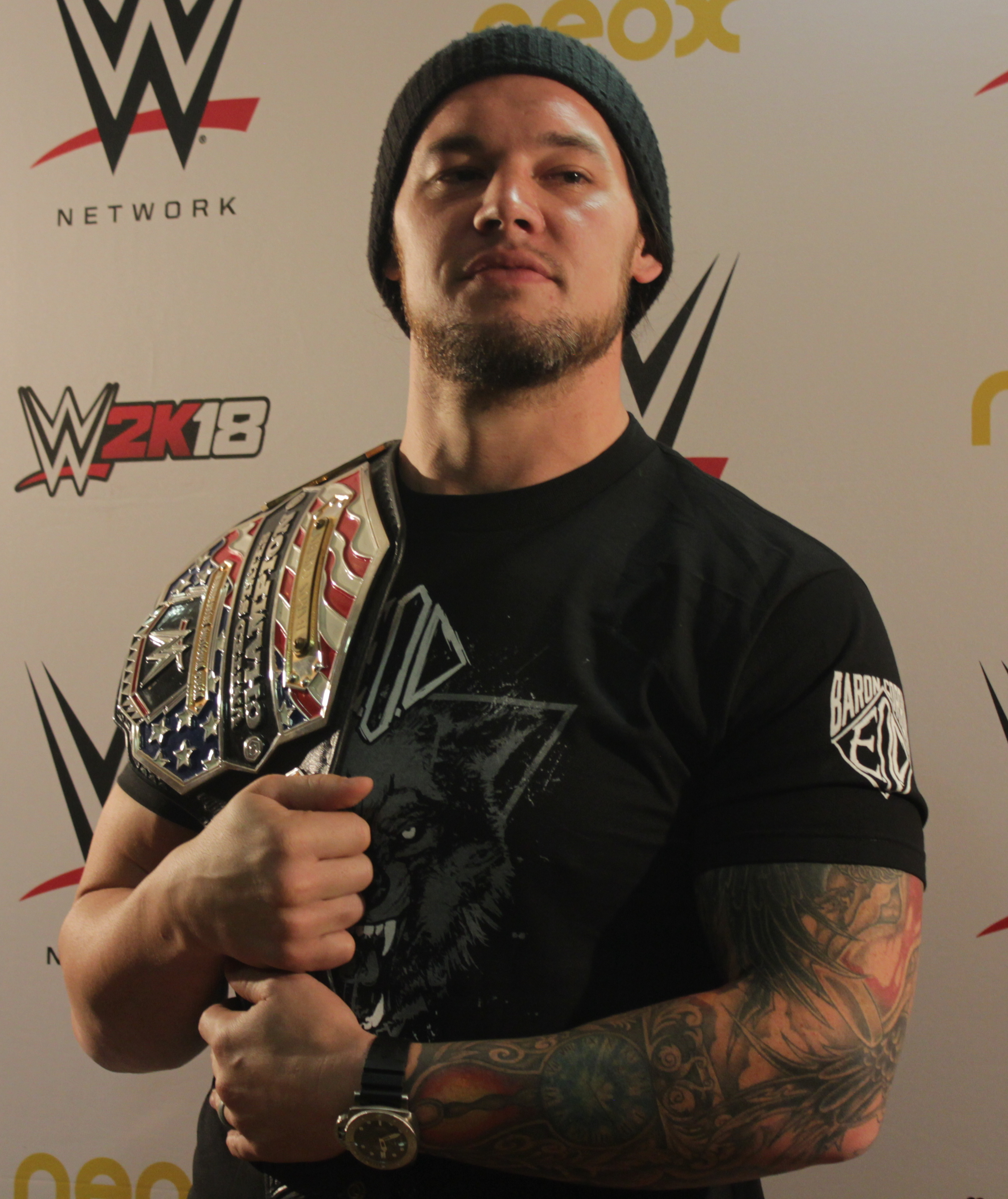
Corbin một lần giành WWE United States Championship.

  - Most Hated Wrestler of the Year (2019)
  - Xếp hạng 39 trong top 500 đô vật đấu đơn do PWI 500 bình chọn năm 2019
- Revolver
  - Most Metal Athlete (2016)
- Wrestling Observer Newsletter
  - Most Overrated (2018, 2019)
  - Worst Gimmick — là Constable Baron Corbin
- WWE
  - WWE United States Championship (1 lần)
  - André the Giant Memorial Trophy (2016)
  - King of the Ring (2019)
  - Money in the Bank (nam 2017)
  - WWE Year-End Award cho Most Hated of the Year (2018)